# Liste der Monuments historiques in Perros-Guirec
Die Liste der Monuments historiques in Perros-Guirec führt die Monuments historiques in der französischen Gemeinde Perros-Guirec auf.

## Liste der Bauwerke
| Bezeichnung                            | Beschreibung    | Standort                   | Kennzeichnung | Schutzstatus | Datum | Bild           |
| -------------------------------------- | --------------- | -------------------------- | ------------- | ------------ | ----- | -------------- |
| Calvaire der Kapelle St-Guirec         |                 | (Lage)                     | PA00089379    | Classé       | 1930  | weitere Bilder |
| Kapelle Notre-Dame-de-la-Clarté        |                 | (Lage)                     | PA00089380    | Classé       | 1915  | weitere Bilder |
| Kreuz                                  | 18. Jahrhundert | Rue de la Clarté (Lage)    | PA00089381    | Inscrit      | 1925  | weitere Bilder |
| Dolmen auf der Île Bono                |                 | (Lage)                     | PA00089382    | Classé       | 1968  |                |
| Kirche St-Jacques                      |                 | (Lage)                     | PA00089383    | Classé       | 1901  | weitere Bilder |
| Fort des Sept-Îles                     |                 | (Lage)                     | PA00089384    | Inscrit      | 1975  | weitere Bilder |
| Manoir de Crec’h Guégan                | Herrenhaus      | (Lage)                     | PA00089763    | Inscrit      | 1990  | weitere Bilder |
| Manoir de Pont-Couennec mit Taubenturm | Herrenhaus      | 1, rue Ernest Renan (Lage) | PA00089764    | Inscrit      | 1990  | weitere Bilder |
| Moulin de la Lande du Crac’h           | Mühle           | (Lage)                     | PA00089385    | Inscrit      | 1983  | weitere Bilder |
| Oratoire                               |                 | (Lage)                     | PA00089386    | Classé       | 1903  | weitere Bilder |
| Palais des congrès                     |                 | (Lage)                     | PA22000042    | Inscrit      | 2014  |                |
| Villa Rochefontaine                    |                 | Rue de Traoù-Treuz (Lage)  | PA22000053    | Inscrit      | 2017  |                |

## Liste der Objekte

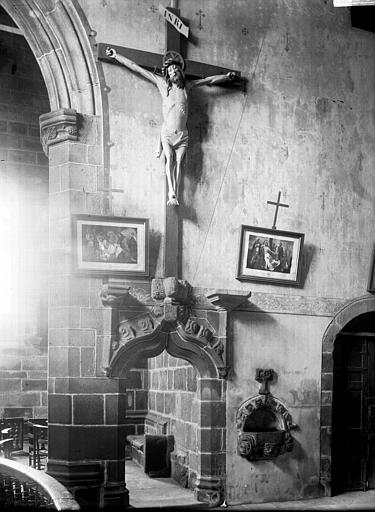
Kruzifix (15. Jahrhundert) in der Kapelle Notre-Dame de la Clarté

- Monuments historiques (Objekte) in Perros-Guirec in der Base Palissy des französischen Kultusministeriums